# Bretoni
Bretonii (în bretonă Bretoned) sunt un popor, locuitorii nativi ai regiunii franceze Bretania, din vestul țării. O parte importantă a culturii bretone este legată de originea celtică. Începând cu secolul al IV-lea aici au început să migreze celții din Marea Britanie (în principal, din sud-vestul Angliei (Cornwall) și din sudul Țării Galilor), din cauza intensificării raidurile anglo-saxonilor. Către secolul al IX-lea, bretonii ocupă întreaga peninsulă de la gura Loare în sud, până la Golful Mont Saint-Michel la nord. Limbile preponderent vorbite sunt, franceza și bretona. Religia, în cea mai mare parte, este cea catolică.